# Mersennovo prvočíslo
Mersennovo prvočíslo je takové prvočíslo, které je o jedna menší než celočíselná mocnina dvojky, tzn. je tvaru
{\displaystyle M_{p}=2^{p}-1}.
Obecněji všechna čísla v takovém tvaru, bez ohledu na jejich prvočíselnost, se označují jako Mersennova čísla.
Příkladem Mersennova prvočísla je 7 = 23 − 1. Naproti tomu například Mersennovo číslo 24 − 1 = 15 není prvočíslem (je to složené číslo, 15 = 3 · 5).

## Vlastnosti
Lze snadno ukázat, že pokud má být číslo 2n − 1 prvočíslem, musí být prvočíslem i exponent n:
{\displaystyle 2^{ab}-1=(2^{a}-1)\cdot (1+2^{a}+2^{2a}+2^{3a}+\dots +2^{(b-1)a})},
opak ovšem neplatí: číslo 2p − 1 může být složené i pro prvočíselný exponent p (např. 211 − 1 = 23 · 89).
Mersennova prvočísla mají těsný vztah s dokonalými čísly (čísla, která jsou rovná součtu svých vlastních dělitelů), tento fakt byl také prvotním důvodem pro studium tohoto druhu prvočísel. Už ve 4. století př. n. l. Eukleidés dokázal, že pokud M je Mersennovo prvočíslo, pak M(M+1)/2 je dokonalé číslo. V 18. století pak dokázal Euler, že takovou formu mají všechna sudá dokonalá čísla. (Nejsou známa žádná lichá dokonalá čísla a předpokládá se, že žádná neexistují.)
V současné době není známo, zda je Mersennových prvočísel nekonečně mnoho.
{\displaystyle M_{n}} je sumou kombinačních čísel: {\displaystyle M_{n}=\sum _{i=0}^{n}{n \choose i}-1}.

## Historie
Tato čísla jsou pojmenována po francouzském matematikovi Marinu Mersennovi (1588–1648), který sestavil seznam takových prvočísel s exponenty do 257; jeho seznam však obsahoval chyby: nesprávně zahrnoval M67 a M257 a naopak v něm chyběly M61, M89, M107. Mnoho prvočísel v tomto tvaru je však známo už výrazně déle (viz níže).

## Způsoby hledání
Pro hledání Mersennových prvočísel existují specializované velice rychlé metody (oproti obecným metodám pro hledání či testování libovolných prvočísel), což je důvod, proč největší známá prvočísla jsou právě Mersennovými prvočísly.
V současné době nejrychlejší metoda testování prvočíselnosti Mersennových čísel spočívá ve výpočtu rekurentní posloupnosti, vyvinutá v roce 1878 Edouardem Lucasem a vylepšená Lehmerem ve 30. letech 20. století, známá jako Lucasův-Lehmerův test. Tento test je založen na faktu, že Mersennovo číslo je prvočíslem tehdy a jen tehdy, pokud dělí číslo {\displaystyle s_{n-2}}, kde {\displaystyle s_{k}=s_{k-1}^{2}-2} (a {\displaystyle s_{0}=4}).
Převratem ve vyhledávání Mersennových prvočísel byl příchod počítačů. První počítačem nalezené Mersennovo prvočíslo, M521, bylo nalezeno v 22:00 30. ledna 1952 na počítači na UCLA, pod Lehmerovým vedením, pomocí programu sestaveného profesorem Robinsonem. Od nalezení předchozího Mersennova prvočísla tehdy uběhlo už 38 let, následující prvočíslo (M607) pak bylo nalezeno za necelé dvě hodiny, v dalších měsících pak stejný program nalezl tři další.
V roce 1996 vznikl na Internetu projekt GIMPS pro distribuované vyhledávání Mersennových prvočísel. Tento projekt dosud (říjen 2024) objevil osmnáct největších známých Mersennových prvočísel (tzn. i největší dnes známé prvočíslo).

## Známá Mersennova prvočísla
Následující tabulka obsahuje všechna známá Mersennova prvočísla (sekvence A000668 v OEIS):
| #    | n           | Mn                  | Cifer v Mn | Datum objevu       | Objevitel                            |
| ---- | ----------- | ------------------- | ---------- | ------------------ | ------------------------------------ |
| 1.   | 2           | 3                   | 1          | cca 500 př. n. l.  | neznámý                              |
| 2.   | 3           | 7                   | 1          | cca 500 př. n. l.  | neznámý                              |
| 3.   | 5           | 31                  | 2          | cca 275 př. n. l.  | neznámý                              |
| 4.   | 7           | 127                 | 3          | cca 275 př. n. l.  | neznámý                              |
| 5.   | 13          | 8191                | 4          | 1456               | neznámý                              |
| 6.   | 17          | 131071              | 6          | 1588               | Cataldi                              |
| 7.   | 19          | 524287              | 6          | 1588               | Cataldi                              |
| 8.   | 31          | 2147483647          | 10         | 1772               | Euler                                |
| 9.   | 61          | 2305843009213693951 | 19         | 1883               | Pervušin                             |
| 10.  | 89          | 618970019…449562111 | 27         | 1911               | Powers                               |
| 11.  | 107         | 162259276…010288127 | 33         | 1914               | Powers                               |
| 12.  | 127         | 170141183…884105727 | 39         | 1876               | Lucas                                |
| 13.  | 521         | 686479766…115057151 | 157        | 30. ledna 1952     | Robinson                             |
| 14.  | 607         | 531137992…031728127 | 183        | 30. ledna 1952     | Robinson                             |
| 15.  | 1 279       | 104079321…168729087 | 386        | 25. června 1952    | Robinson                             |
| 16.  | 2 203       | 147597991…697771007 | 664        | 7. října 1952      | Robinson                             |
| 17.  | 2 281       | 446087557…132836351 | 687        | 9. října 1952      | Robinson                             |
| 18.  | 3 217       | 259117086…909315071 | 969        | 8. září 1957       | Riesel                               |
| 19.  | 4 253       | 190797007…350484991 | 1 281      | 3. listopadu 1961  | Hurwitz                              |
| 20.  | 4 423       | 285542542…608580607 | 1 332      | 3. listopadu 1961  | Hurwitz                              |
| 21.  | 9 689       | 478220278…225754111 | 2 917      | 11. května 1963    | Gillies                              |
| 22.  | 9 941       | 346088282…789463551 | 2 993      | 16. května 1963    | Gillies                              |
| 23.  | 11 213      | 281411201…696392191 | 3 376      | 2. června 1963     | Gillies                              |
| 24.  | 19 937      | 431542479…968041471 | 6 002      | 4. března 1971     | Tuckerman                            |
| 25.  | 21 701      | 448679166…511882751 | 6 533      | 30. října 1978     | Noll a Nickel                        |
| 26.  | 23 209      | 402874115…779264511 | 6 987      | 9. února 1979      | Noll                                 |
| 27.  | 44 497      | 854509824…011228671 | 13 395     | 8. dubna 1979      | Nelson a Slowinski                   |
| 28.  | 86 243      | 536927995…433438207 | 25 962     | 25. září 1982      | Slowinski                            |
| 29.  | 110 503     | 521928313…465515007 | 33 265     | 28. ledna 1988     | Colquitt a Welsh                     |
| 30.  | 132 049     | 512740276…730061311 | 39 751     | 20. září 1983      | Slowinski                            |
| 31.  | 216 091     | 746093103…815528447 | 65 050     | 6. září 1985       | Slowinski                            |
| 32.  | 756 839     | 174135906…544677887 | 227 832    | 19. února 1992     | Slowinski a Gage                     |
| 33.  | 859 433     | 129498125…500142591 | 258 716    | 10. ledna 1994     | Slowinski a Gage                     |
| 34.  | 1 257 787   | 412245773…089366527 | 378 632    | 3. září 1996       | Slowinski a Gage                     |
| 35.  | 1 398 269   | 814717564…451315711 | 420 921    | 13. listopadu 1996 | GIMPS / Joel Armengaud               |
| 36.  | 2 976 221   | 623340076…729201151 | 895 932    | 24. srpna 1997     | GIMPS / Gordon Spence                |
| 37.  | 3 021 377   | 127411683…024694271 | 909 526    | 27. ledna 1998     | GIMPS / Roland Clarkson              |
| 38.  | 6 972 593   | 437075744…924193791 | 2 098 960  | 1. června 1999     | GIMPS / Nayan Hajratwala             |
| 39.  | 13 466 917  | 924947738…256259071 | 4 053 946  | 14. listopadu 2001 | GIMPS / Michael Cameron              |
| 40.  | 20 996 011  | 125976895…855682047 | 6 320 430  | 17. listopadu 2003 | GIMPS / Michael Shafer               |
| 41.  | 24 036 583  | 299410429…733969407 | 7 235 733  | 15. května 2004    | GIMPS / Josh Findley                 |
| 42.  | 25 964 951  | 122164630…577077247 | 7 816 230  | 18. února 2005     | GIMPS / Martin Nowak                 |
| 43.  | 30 402 457  | 315416475…652943871 | 9 152 052  | 16. prosince 2005  | GIMPS / Curtis Cooper a Steven Boone |
| 44.  | 32 582 657  | 124575026…053967871 | 9 808 358  | 4. září 2006       | GIMPS / Curtis Cooper a Steven Boone |
| 45.  | 37 156 667  | 202254406…308220927 | 11 185 272 | 6. září 2008       | GIMPS / Hans-Michael Elvenich        |
| 46.  | 42 643 801  | 169873516…562314751 | 12 837 064 | 12. duben 2009     | GIMPS / Odd M. Strindmo              |
| 47.  | 43 112 609  | 316470269…697152511 | 12 978 189 | 23. srpna 2008     | GIMPS / Edson Smith                  |
| 48.  | 57 885 161  | 581887266…724285951 | 17 425 170 | 25. leden 2013     | GIMPS / Curtis Cooper                |
| 49.  | 74 207 281  | 300376418…086436351 | 22 338 618 | 7. leden 2016      | GIMPS / Curtis Cooper                |
| 50.* | 77 232 917  | 467333183…762179071 | 23 249 425 | 26. prosinec 2017  | GIMPS / Jon Pace                     |
| 51.* | 82 589 933  | 148894445…217902591 | 24 862 048 | 7. prosinec 2018   | GIMPS / Patrick Laroche              |
| 52.* | 136 279 841 | 881694327…486871551 | 41 024 320 | 21. října 2024     | GIMPS / Luke Durant                  |

* Červen 2025: Dosud není známo, zda mezi 49. a 52. čísly existují některá dosud neobjevená Mersennova prvočísla, číslování je zde proto pouze dočasné.